# Râul Rușavățu
Râul Rușavățu este un curs de apă, afluent al râului Buzău. 

## Hărți
- Harta Județului Buzău